# Ролла, Антонио
Антонио Ролла (итал. Antonio Rolla; 18 апреля 1798, Парма — 19 марта 1837, Дрезден) — итальянский скрипач и композитор. Сын Алессандро Ролла.
Учился у своего отца. В 1820 г. заслужил одобрительный отзыв Никколо Паганини, по просьбе отца сыгравшего с молодым музыкантом дуэт. С 1821 г. концертмейстер оркестра Театро Коммунале в Болонье и преподаватель Болонского музыкального лицея. В 1823 г. концертмейстер Итальянской оперы в Дрездене. Опубликовал ряд камерных сочинений скрипичного и альтового репертуара, из которых наибольшей известностью пользовались изданные посмертно 24 каденции для скрипки соло.